# Jeong Yeong-chong
Đây là một tên người Triều Tiên, họ là Jeong.
Jeong Yeong-chong (tiếng Hàn: 정영총; sinh ngày 24 tháng 6 năm 1992) là một cầu thủ bóng đá Hàn Quốc thi đấu ở vị trí tiền đạo cho Gwangju FC ở K League Classic.

## Sự nghiệp
Anh ký hợp đồng với Jeju United vào tháng 1 năm 2015. He scored his debut goal for Jeju United trước FC Seoul ngày 6 tháng 6 năm 2016.